# Otto III di Brunswick
Duca Otto III di Brunswick, anche detto Ottone III, in lingua tedesca Otto III. von Braunschweig-Lüneburg-Harburg (Harburg, 20 marzo 1572 – Harburg, 4 agosto 1641), fu duca titolare di Brunswick-Lüneburg e sovrano dell'apanato Brunswick-Harburg.

## Biografia
Otto era figlio del duca Ottone II di Brunswick-Harburg (1528-1603) dal suo secondo matrimonio, con Edvige (1535-1616), figlia del conte Enno II della Frisia orientale.
Dopo la morte di suo fratello Christopher nel 1606, Ottone III e suo fratello Guglielmo Augusto governarono insieme Harburg. Il loro regno unito fu descritto come armonioso. In un trattato dell'11 gennaio 1630, i fratelli rinunciarono al loro diritto di successione a Brunswick-Lüneburg, in favore di Cristiano di Brunswick-Lüneburg, in cambio del pagamento dei debiti da parte di Cristiano, che superò il 150000 Taler.
Il 14 aprile 1621 a Wolfenbüttel, Ottone III sposò Edvige (1580-1657), figlia del duca Giulio di Brunswick-Wolfenbüttel. Fu un matrimonio senza figli.

## Ascendenza
|                                       |                                         |                                        | Genitori                               |  |  | Nonni |  |  | Bisnonni                           |  |  | Trisnonni                            |  |
|                                       |                                         |                                        |                                        |  |  |       |  |  | Enrico, duca di Brunswick-Lüneburg |  |  | Ottone V, duca di Brunswick-Lüneburg |  |
|                                       |                                         |                                        |                                        |  |  |       |  |  | Enrico, duca di Brunswick-Lüneburg |  |  | Ottone V, duca di Brunswick-Lüneburg |  |
|                                       |                                         | Anna di Nassau-Dillenburg              |                                        |  |  |       |  |  | Enrico, duca di Brunswick-Lüneburg |  |  |                                      |  |
| Ottone I, duca di Brunswick-Harburg   |                                         |                                        |                                        |  |  |       |  |  | Enrico, duca di Brunswick-Lüneburg |  |  |                                      |  |
|                                       |                                         | Margherita di Sassonia                 | Ernesto, principe elettore di Sassonia |  |  |       |  |  |                                    |  |  |                                      |  |
|                                       |                                         | Margherita di Sassonia                 | Ernesto, principe elettore di Sassonia |  |  |       |  |  |                                    |  |  |                                      |  |
|                                       |                                         | Margherita di Sassonia                 | Elisabetta di Baviera                  |  |  |       |  |  |                                    |  |  |                                      |  |
| Otto II, duca di Brunswick-Harburg    |                                         | Margherita di Sassonia                 |                                        |  |  |       |  |  |                                    |  |  |                                      |  |
|                                       |                                         | Giovanni III, signore di Campe         | …                                      |  |  |       |  |  |                                    |  |  |                                      |  |
|                                       |                                         | Giovanni III, signore di Campe         | …                                      |  |  |       |  |  |                                    |  |  |                                      |  |
|                                       |                                         | Giovanni III, signore di Campe         | …                                      |  |  |       |  |  |                                    |  |  |                                      |  |
| Matilde di Campe                      |                                         | Giovanni III, signore di Campe         |                                        |  |  |       |  |  |                                    |  |  |                                      |  |
|                                       |                                         | Hille di Hodenberg                     | …                                      |  |  |       |  |  |                                    |  |  |                                      |  |
|                                       |                                         | Hille di Hodenberg                     | …                                      |  |  |       |  |  |                                    |  |  |                                      |  |
|                                       |                                         | Hille di Hodenberg                     | …                                      |  |  |       |  |  |                                    |  |  |                                      |  |
| Otto III, duca di Brunswick-Harburg   |                                         | Hille di Hodenberg                     |                                        |  |  |       |  |  |                                    |  |  |                                      |  |
|                                       | Edzardo I, conte della Frisia orientale | Ulrico I, conte della Frisia orientale |                                        |  |  |       |  |  |                                    |  |  |                                      |  |
|                                       | Edzardo I, conte della Frisia orientale | Ulrico I, conte della Frisia orientale |                                        |  |  |       |  |  |                                    |  |  |                                      |  |
|                                       | Edzardo I, conte della Frisia orientale | Theda Ukena                            |                                        |  |  |       |  |  |                                    |  |  |                                      |  |
| Enno II, conte della Frisia orientale | Edzardo I, conte della Frisia orientale |                                        |                                        |  |  |       |  |  |                                    |  |  |                                      |  |
|                                       |                                         | Elisabetta di Rietberg                 | Giovanni I, conte di Rietberg          |  |  |       |  |  |                                    |  |  |                                      |  |
|                                       |                                         | Elisabetta di Rietberg                 | Giovanni I, conte di Rietberg          |  |  |       |  |  |                                    |  |  |                                      |  |
|                                       |                                         | Elisabetta di Rietberg                 | Margherita di Lippe                    |  |  |       |  |  |                                    |  |  |                                      |  |
| Edvige della Frisia orientale         |                                         | Elisabetta di Rietberg                 |                                        |  |  |       |  |  |                                    |  |  |                                      |  |
|                                       |                                         | Giovanni V, conte di Oldenburg         | Gerardo VI, conte di Oldenburg         |  |  |       |  |  |                                    |  |  |                                      |  |
|                                       |                                         | Giovanni V, conte di Oldenburg         | Gerardo VI, conte di Oldenburg         |  |  |       |  |  |                                    |  |  |                                      |  |
|                                       |                                         | Giovanni V, conte di Oldenburg         | Adelaide di Tecklenburg                |  |  |       |  |  |                                    |  |  |                                      |  |
| Anna di Oldenburg                     |                                         | Giovanni V, conte di Oldenburg         |                                        |  |  |       |  |  |                                    |  |  |                                      |  |
|                                       |                                         | Anna di Anhalt-Zerbst                  | Giorgio I, principe di Anhalt-Zerbst   |  |  |       |  |  |                                    |  |  |                                      |  |
|                                       |                                         | Anna di Anhalt-Zerbst                  | Giorgio I, principe di Anhalt-Zerbst   |  |  |       |  |  |                                    |  |  |                                      |  |
|                                       |                                         | Anna di Anhalt-Zerbst                  | Anna di Lindau-Ruppin                  |  |  |       |  |  |                                    |  |  |                                      |  |
|                                       |                                         | Anna di Anhalt-Zerbst                  |                                        |  |  |       |  |  |                                    |  |  |                                      |  |